# Abutilon cuspidatum
Abutilon cuspidatum är en malvaväxtart som beskrevs av Henri François Pittier. Abutilon cuspidatum ingår i släktet klockmalvor, och familjen malvaväxter. Inga underarter finns listade i Catalogue of Life.